# Dimroth-Umlagerung

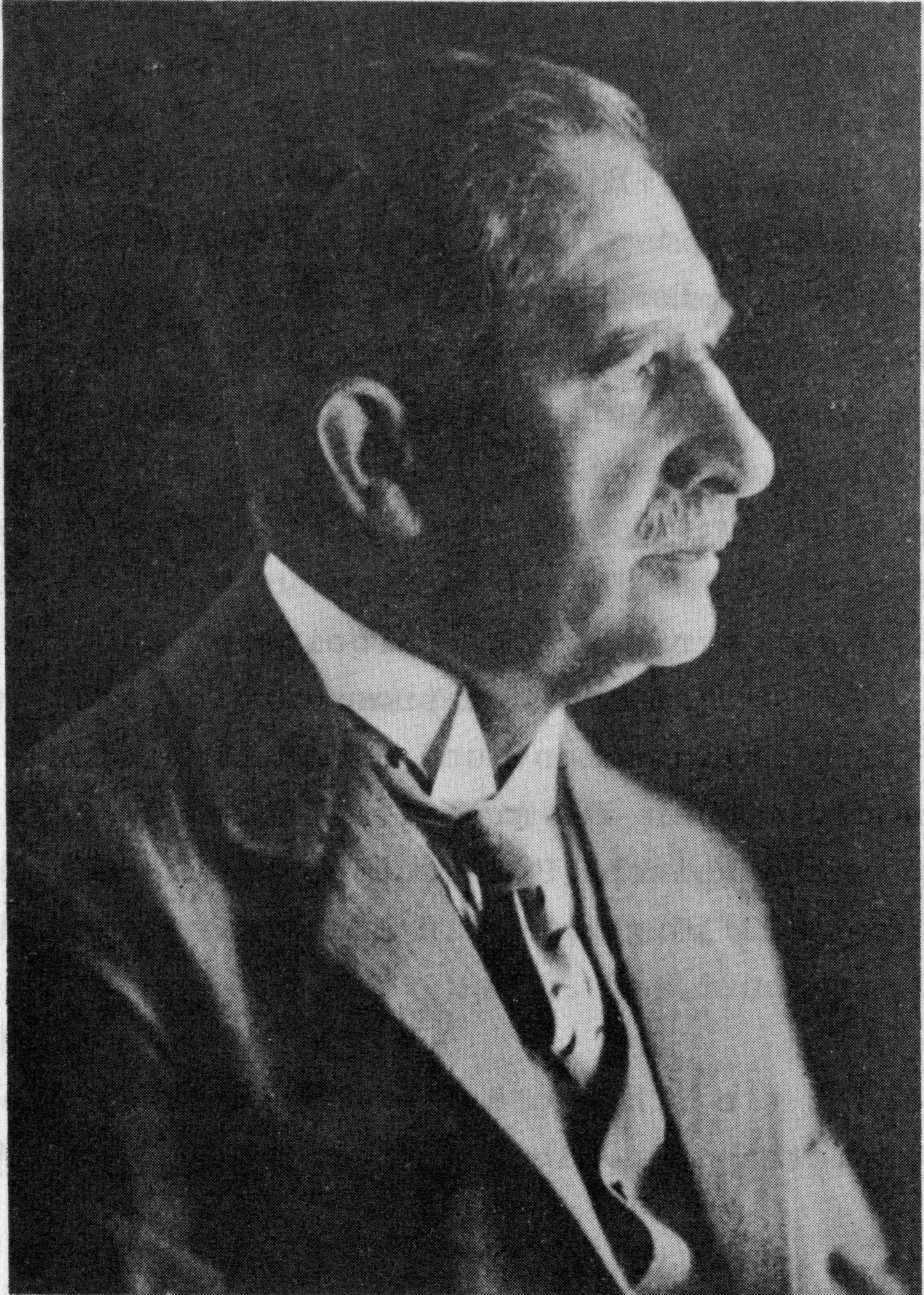
Otto Dimroth (1872–1940)

Als Dimroth-Umlagerung wird eine Umlagerungsreaktion von exo- und endo-cyclischen Heteroatomen in heterocyclischen Ringen bezeichnet. Der Begriff wurde in den 1960er Jahren zu einer Namensreaktion der organischen Chemie. Exo- und endo-cyclische Heteroatome (zumeist Stickstoffatome) wechseln hierbei ihre Position. Die Reaktion wurde zum ersten Mal im Jahr 1909 von dem deutschen Chemiker Otto Dimroth (1872–1940) beobachtet und publiziert.
Auch 1H-1,2,3-Triazole können die Dimroth-Umlagerung eingehen. Meist läuft die Reaktion bei sechsgliedrigen Ringen ab, jedoch ist sie auch an fünfgliedrigen Ringen durchführbar.

## Mechanismus
Unter basischen Bedingungen reagiert ein Pyrimidinderivat zu einem umgelagerten Pyrimidinderivat. Im folgenden Beispiel hat dabei ein Stickstoffatom (genauer: NR) aus dem Ring die Position mit dem Stickstoffatom der Imingruppe gewechselt:

R = Alkylrest, Arylrest oder Wasserstoffatom.

Das Hydroxidionen greift am Kohlenstoffatom in Position 6 des Pyrimidin-Derivats 1 an. Dabei bildet sich das Anion 2 welches  zum Enol-Intermediat  3 umlagert. Durch einen [1,7]-Protonentransfer entsteht das Alkoholat 4, welches durch Elektronenumlagerung eine Carbonylgruppe ausbildet. Über eine Zwischenstufe bildet sich dann das Imidamid-Intermediat 5.  Aus 5 kann sich durch erneute Elektronenpaarumlagerung dann das Amidion 6 bilden, das nun mit dem negativ geladenen Stickstoffatom einen nucleophilen Angriff auf das Kohlenstoffatom der Carbonylgruppe durchführt, wodurch sich das heterocyclische Alkoholat-Intermediat 7 bildet. Das Alkoholat 7 wird durch Wasser zum Alkohol 8 protoniert. Durch Wasserabspaltung entsteht schließlich das  Pyrimidin-Derivat 9.

## Beispiele
Mit Hilfe eines Beispiels soll hier nun die breite Anwendbarkeit der Dimroth-Umlagerung verdeutlicht werden. 
Durch die Dimroth-Umlagerung können auch komplexere Reste ihre Position im Molekül verändern. Exemplarisch soll dies hier anhand eines Pyrimidin-Derivates gezeigt werden, an welchem ein chlorierter Phenylrest umgelagert wird:
Auch 1,2,3-Triazole können, wie bereits weiter oben erwähnt eine Dimroth-Umlagerung eingehen. Dies ist im folgenden Beispiel dargestellt. Ar bezeichnet hierbei einen Arylrest:
Die Triazole müssen eine Amino-Gruppe in der 5-Position tragen. Nach der Ringöffnung zu einer Diazo-Zwischenstufe und einer C-N-Bindungsdrehung wird ein umgelagertes Triazol erhalten.